# Cole Porter
Cole Albert Porter (Peru, 9 giugno 1891 – Santa Monica, 15 ottobre 1964) è stato un compositore statunitense, uno dei 5 grandi del musical americano insieme a George Gershwin, Irving Berlin, Jerome Kern e la coppia Richard Rodgers & Lorenz Hart; fra le sue canzoni si ricordano Night and Day, Let's Do It, I Get a Kick Out of You, Begin the Beguine, I've Got You Under My Skin, I Love Paris, Just One of Those Things, Ev'ry Time We Say Goodbye, You are the Top e Don't Fence Me In.

## Biografia

### Gli inizi
Cole Porter, nato a Peru, cittadina dell'Indiana (USA), rivelò fin da giovanissimo un eccezionale talento musicale. Trasferitosi sulla costa atlantica, frequentò per qualche tempo, come studente di giurisprudenza, le università di Yale ed Harvard. Finalmente scelse la musica (aveva seguito a Parigi i corsi di Vincent d'Indy): esordì a Broadway nel 1916 con la commedia musicale See America First. Fu un grosso fiasco, ma Porter non si scoraggiò. Decisivo per la sua carriera fu, in seguito, l'incontro con l'impresario Roy Goetz, che cercava qualcuno in grado di comporre una musica di genere europeo nello stile del jazz americano per il musical Paris.

### Il successo a Broadway
Porter si mise al lavoro e nel 1928 l'operetta andò in scena a Broadway, ottenendo un successo strepitoso, il primo di una lunga serie. A Paris seguirono infatti Gay Divorce (1932), con la celebre melodia Night and Day, Anything Goes (1934), spumeggiante musical che lanciò canzoni come Anything Goes e I Get a Kick Out of You, Jubilee (dove era inserita la canzone Begin the Beguine divenuta in breve un successo mondiale), DuBarry Was a Lady (1939), Panama Hattie (1940), Kiss Me, Kate (1948), commedia musicale di successo, considerata il suo capolavoro, e Can-Can (1954), col famoso motivo I Love Paris.
Quasi tutte furono portate anche sullo schermo, in altrettanti film musicali. Porter lavorò spesso anche a Londra per Charles B. Cochran, il più celebre impresario dell'epoca. Nel 1929 scrisse Wake Up and Dream, che vide fra i protagonisti Jessie Matthews e Sonnie Hale. Nel 1933 compose le canzoni per la rivista Nymph Errant che venne messa in scena all'Adelphi. In seguito Porter avrebbe considerato Nymph Errant la sua migliore opera.
Porter lavorò alacremente anche per il cinema, componendo le musiche di molti film. Tra questi si ricordano: Cerco il mio amore (1934), con Fred Astaire e Ginger Rogers, Nata per danzare (1936) e Rosalie (1937) con Eleanor Powell, Vogliamo la celebrità (1938), Il pirata (1948), Alta società (1956), Les Girls (1957).

### Vita privata
La vita privata di Cole Porter fu intensa e avventurosa. Il 20 aprile 1918 si arruolò a Parigi, per la durata della guerra, nella Legione straniera francese e prestò servizio nell'Africa del Nord (matricola 18/12651 e 18/47647). Distaccato presso il Reggimento di marcia della Legione straniera, fu poi inviato alla Scuola di artiglieria dell'esercito francese, come allievo ufficiale, il 22 agosto 1918. Distaccato ancora presso il 15° RAC poi al 32° RA, infine fu aggregato all'ufficio del consigliere militare d'ambasciata statunitense. Congedato il 17 aprile 1919, fu decorato della Croce di guerra del 1914-1918.
Omosessuale dichiarato, Porter fu però devoto e affezionato marito della ricca e affascinante Linda Lee Thomas, che sposò nel 1919. A lei non nascose mai i suoi flirt (famoso quello con Boris Kochno, collaboratore di Djagilev, incontrato nel 1925), anzi ci teneva a che lei conoscesse i suoi amanti e trascorresse del tempo con loro. Una brutta caduta da cavallo nel 1937 lo costrinse a 30 operazioni chirurgiche e a passare il resto della sua vita su una sedia a rotelle. Nonostante questo continuò con la sua prolifica attività di compositore. Dopo la morte della sua amata moglie nel 1954 e dopo aver perso la gamba destra a causa dei numerosi interventi subiti, Cole Porter si ritirò a vita privata e si spense a causa di un'insufficienza renale all'età di 73 anni.

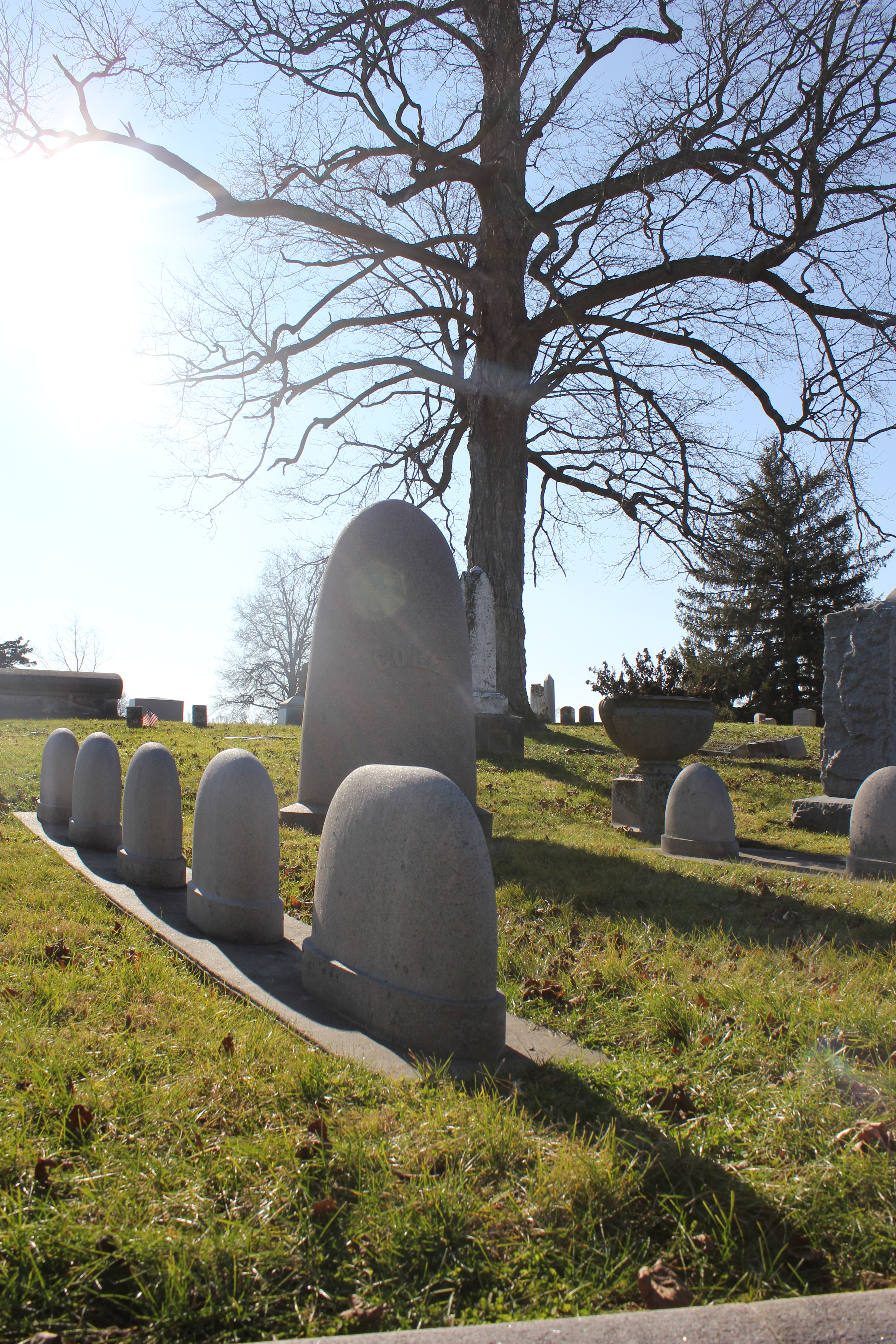
Lapide di Porter

## Biopic
Alla vita di Cole Porter sono stati dedicati due film: il primo, molto romanzato ed edulcorato, è il celebre Notte e dì (1946) di Michael Curtiz, interpretato da Cary Grant e Alexis Smith; il secondo è De-Lovely - Così facile da amare (2004) di Irwin Winkler, in cui non si nasconde l'omosessualità del compositore, con Kevin Kline come protagonista. 
Il personaggio compare brevemente in Midnight in Paris (2011), diretto da Woody Allen, dove è interpretato da Yves Heck e lo si può vedere cimentarsi nell'esecuzione al piano della canzone Let's Do It, Let's Fall in Love. Compare inoltre nella miniserie Hollywood (2020) di Ryan Murphy, e nel film Florence (2016) di Stephen Frears.

## Premi e riconoscimenti
Il suo nome è stato inserito nella Songwriters Hall of Fame. Una stella sulla Hollywood Walk of Fame al 7080 di Hollywood Blvd ricorda il suo contributo all'industria musicale.

## Opere
Musical teatrali:
- Cora (1911)
- And the Villain Still Pursued Her (1912)
- The Pot of Gold (1912)
- The Kaleidoscope (1913)
- Paranoia (1914)
- See America First (1916)
- Hitchy-Koo of 1919 (1919)
- Hitchy-Koo of 1922 (1922)
- Within the Quota (1923) balletto
- Greenwich Village Follies of 1924 (1924)
- Paris (1928)
- La Revue des Ambassadeurs (1928)
- Wake Up and Dream (1929)
- Fifty Million Frenchmen (1929)
- The New Yorkers (1930)
- Star Dust (1931) mai prodotta
- Gay Divorce (1932)
- Nymph Errant (1933)
- Ever Yours (1933) mai prodotta
- Anything Goes (1934)
- Jubilee (1935)
- Red, Hot and Blue (1936)
- Greek to You (1937) mai prodotta
- Leave It to Me! (1938)
- You Never Know (1938)
- DuBarry Was a Lady (1939)
- Panama Hattie (1940)
- Let's Face It (1941)
- Something for the Boys (1943)
- Mexican Hayride (1944)
- Seven Lively Arts (1944)
- Around the World (1946)
- Kiss Me, Kate (1948)
- Out of This World (1950)
- Can-Can (1953)
- Silk Stockings (1954)

Colonne sonore cinematografiche:
- Born to Dance (1936)
- Break the News (1937)
- Rosalie (1937)
- Broadway Melody of 1940 (1940)
- The Pirate (1948)
- High Society (1956)
- Les Girls (1957)
- Something to Shout About (1943)
- You'll Never Get Rich (1941)

## Filmografia
- Il pirata (The Pirate), regia di Vincente Minnelli (1948)
- Baciami Kate! (Kiss Me Kate), regia di George Sidney (1953)
- Les Girls, regia di George Cukor (1957)